# Hoàng Thục Linh
Hoàng Thục Linh (sinh ngày 09 tháng 01 năm 1991) là một nữ ca sĩ người Mỹ gốc Việt thành công với dòng nhạc vàng hải ngoại. Cô từng cộng tác với Trung tâm Vân Sơn từ năm 2009 đến năm 2012 và Trung tâm Asia từ năm 2013 đến năm 2016.

## Cuộc đời
Hoàng Thục Linh sinh ngày 09 tháng 01 năm 1991 trong trại tỵ nạn đảo Pulau Bidong thuộc Malaysia; sang năm 1992 cùng gia đình định cư ở Michigan, Hoa Kỳ.
Từ nhỏ, Hoàng Thục Linh đã tự học Tiếng Việt thông qua giao tiếp với mọi người trong gia đình và từ các đĩa nhạc karaoke. Ba của Hoàng Thục Linh là nhạc sĩ đánh guitar bass trong một ban nhạc có tiếng ở thành phố Michigan, sau đó ông chuyển về chơi đàn tại tiểu bang Arizona. Có thể nói, cha của Hoàng Thục Linh chính là một trong những niềm cảm hứng âm nhạc của cô.
Hoàng Thục Linh từng đoạt giải Á hậu 1 trong cuộc thi Hoa hậu áo dài do cộng đồng người Việt Nam tổ chức tại Arizona.
Ngày 30 tháng 7 năm 2015, Hoàng Thục Linh kết hôn với ca sĩ Quốc Khanh – cũng là ca sĩ nổi tiếng của Trung tâm Asia.
Hoàng Thục Linh đã tốt nghiệp ngành Quản trị Hành chính của Đại học Arizona.

## Sự nghiệp âm nhạc
Năm lên 8 tuổi, Hoàng Thục Linh đã được trình diễn trong những buổi sinh hoạt văn nghệ phục vụ cộng đồng. Bài hát đầu tiên mà Hoàng Thục Linh hát đó là ca khúc 20-40 của Y Vân. Năm 13 tuổi, gia đình Hoàng Thục Linh chuyển sang sống ở tiểu bang Arizona và Hoàng Thục Linh vẫn tiếp tục tham gia ca hát trong các buổi sinh hoạt của cộng đồng.
Khi trưởng thành, Hoàng Thục Linh bắt đầu thường xuyên hát tại các sòng bạc và phòng trà. Ngoài hát, cô còn chơi được ghi-ta, dương cầm và còn biết sáng tác.
Năm 2009, Hoàng Thục Linh được mời cộng tác cho Trung tâm Vân Sơn. Ngoại trừ Mưa đêm ngoại ô, hầu hết những tiết mục của cô trên sân khấu Vân Sơn là nhạc trẻ, nhạc ngoại quốc lời Việt.
Năm 2013, Hoàng Thục Linh bắt đầu cộng tác với Trung tâm Asia. Trên sân khấu Asia, cô bắt đầu được khán giả biết đến nhau qua các bài hát nhạc vàng, trữ tình. Bạn diễn ăn ý của Hoàng Thục Linh giai đoạn này là Huỳnh Phi Tiễn, Đan Nguyên và Quốc Khanh.
Năm 2017, Quốc Khanh sau khi rời khỏi Trung tâm Asia đã thành lập Motif Music Group (MMG) và sản xuất nhiều MV nhạc vàng được giới yêu nhạc đón nhận. Hoàng Thục Linh trở thành ca sĩ chính của MMG. Ca khúc gắn liền với tên tuổi cô ở MMG là bài Mưa lạnh tàn canh do chính bố chồng Vũ Thanh sáng tác.
Từ năm 2018, Hoàng Thục Linh là khách mời quen thuộc trong các chương trình âm nhạc của đài Saigon Broadcasting Television Network và trở thành một trong hai huấn luyện viên nhóm bolero của chương trình Tiếng hát SBTN (SBTN Voice) để tuyển chọn và đào tạo những giọng ca hải ngoại mới của đài này.

## Tiết mục biểu diễn trên sân khấu
Trung tâm Vân Sơn
| STT | Tiết mục                                                 | Thể hiện với                        | Chương trình | Năm  |
| --- | -------------------------------------------------------- | ----------------------------------- | ------------ | ---- |
| 1   | Thôi Đừng Chiêm Bao (Tường Văn)                          | solo                                | Vân Sơn 42   | 2009 |
| 2   | Xin Làm Người Hát Rong                                   | solo                                | Vân Sơn 43   | 2009 |
| 3   | LK Oẳn Tù Tì                                             | Linda Chou, Lê Nhật Minh, Lê Nguyên | Vân Sơn 43   | 2009 |
| 4   | Bóng Đêm Cuộc Tình (LV: Ngọc Trinh)                      | solo                                | Vân Sơn 44   | 2010 |
| 5   | Yesterday Once More                                      | Cát Tiên, Linda Chou                | Vân Sơn 44   | 2010 |
| 6   | Đưa Em Tìm Động Hoa Vàng (Phạm Duy, thơ: Phạm Thiên Thư) | Don Hồ                              | Vân Sơn 45   | 2010 |
| 7   | Thiên Thần Trong Truyện tranh (LV: Tú Trung)             | solo                                | Vân Sơn 45   | 2010 |
| 8   | Tình Giả Vờ (LV: Ngọc Trinh)                             | solo                                | Vân Sơn 46   | 2011 |
| 9   | Yêu Hà Nội (Nguyễn Đức Cường)                            | Cát Tiên, Linda Chou, Triệu Minh    | Vân Sơn 46   | 2011 |
| 10  | Edmonton Summer (Lê Ngọc)                                | Triệu Minh, Linda Chou, Lê Minh     | Vân Sơn 47   | 2011 |
| 11  | Mưa Đêm Ngoại Ô (Đỗ Kim Bảng)                            | solo                                | Vân Sơn 48   | 2012 |
| 12  | Sắc Màu Tình YYêu (Lê Ngọc)                              | solo                                | Vân Sơn 48   | 2012 |

Trung tâm Asia
| STT | Tiết mục                                                                                            | Thể hiện với                                                                        | Chương trình            | Năm  |
| --- | --------------------------------------------------------------------------------------------------- | ----------------------------------------------------------------------------------- | ----------------------- | ---- |
| 1   | Nhạt Nắng (Y Vân)                                                                                   | solo                                                                                | Asia 72                 | 2013 |
| 2   | Nhớ Người Yêu (Hoàng Hoa, Thảo Trang)                                                               | Đan Nguyên                                                                          | Asia 73                 | 2013 |
| 3   | Cái Cò                                                                                              | solo                                                                                | Asia Golden 3           | 2013 |
| 4   | Tàu Đêm Năm Cũ (Trúc Phương)                                                                        | solo                                                                                | Asia 74                 | 2014 |
| 5   | LK Đón Xuân Này Nhớ Xuân Xưa (Châu Kỳ), Cánh Thiệp Đầu Xuân (Minh Kỳ), Câu Chuyện Đầu Năm (Hoài An) | Băng Tâm, Đan Nguyên                                                                | Asia Liên khúc mùa xuân | 2014 |
| 6   | LK Mùa Xuân Của Mẹ (Trịnh Lâm Ngân), Rước Xuân Về Nhà (Nhật Ngân)                                   | Đặng Thế Luân, Quốc Khanh                                                           | Asia Liên khúc mùa xuân | 2014 |
| 7   | Đừng Nói Xa Nhau (Châu Kỳ, Hồ Đình Phương)                                                          | Đan Nguyên                                                                          | Asia 75                 | 2014 |
| 8   | Việt Nam Ơi (Trúc Hồ)                                                                               | Lâm Thúy Vân, Đoàn Phi, Quốc Khanh,...                                              | Asia 76                 | 2015 |
| 9   | Xin Anh Giữ Trọn Tình Quê (Duy Khánh)                                                               | Huỳnh Phi Tiễn                                                                      | Asia 76                 | 2015 |
| 10  | Mấy Nhịp Cầu Tre (Hoàng Thi Thơ)                                                                    | Nhật Lâm                                                                            | Asia Golden 4           | 2015 |
| 11  | Quê Hương Bỏ Lại (Tô Huyền Vân)                                                                     | solo                                                                                | Asia Golden 4           | 2015 |
| 12  | Nhạc Rừng Khuya (Lam Phương)                                                                        | Đặng Thế Luân, Nhật Lâm, Hoàng Anh Thư, Hồng Diễm, Huỳnh Phi Tiễn, Trúc Mi, Thế Sơn | Asia 77                 | 2015 |
| 13  | LK Duyên Kiếp, Cỏ Úa (Lam Phương)                                                                   | Quốc Khanh                                                                          | Asia 77                 | 2015 |
| 14  | Câu Chuyện Đầu Năm (Hoài An)                                                                        | solo                                                                                | Asia Mừng Xuân          | 2016 |
| 15  | Mưa Trên Phố Huế (Minh Kỳ, Tôn Nữ Thụy Khương)                                                      | solo                                                                                | Asia 78                 | 2016 |
| 16  | Nổi Lửa Đấu tranh (Anh Bằng)                                                                        | Thế Sơn, Nguyên Khang, Mai Thanh Sơn, Diễm Liên, Y Phương, Hồ Hoàng Yến             | Asia 78                 | 2016 |

Liveshow Hoàng Thục Linh - Một thuở học trò
| STT | Tiết mục                                    | Thể hiện với                                                           | Chương trình             | Năm  |
| --- | ------------------------------------------- | ---------------------------------------------------------------------- | ------------------------ | ---- |
| 1   | Chỉ Là Giấc Mơ Qua (LV: Nam Lộc)            | Thùy Hương, Hoàng Kim                                                  | Motif Music Group & SBTN | 2017 |
| 2   | Trường Cũ Tình Xưa (Duy Khánh)              | solo                                                                   | Motif Music Group & SBTN | 2017 |
| 3   | Vườn Tao Ngộ (Nhật Hạ)                      | Huỳnh Phi Tiễn                                                         | Motif Music Group & SBTN | 2017 |
| 4   | Trưng Vương Khung Cửa Mùa Thu (LV: Nam Lộc) | solo                                                                   | Motif Music Group & SBTN | 2017 |
| 5   | Họp Mặt Lần Cuối (Song Ngọc)                | solo                                                                   | Motif Music Group & SBTN | 2017 |
| 6   | Bên Nhau Ngày Vui (Quốc Dũng)               | Đoàn Phi                                                               | Motif Music Group & SBTN | 2017 |
| 7   | Vùng Lá Me Bay (Anh Việt Thanh)             | Nhật Lâm                                                               | Motif Music Group & SBTN | 2017 |
| 8   | Ba Tháng Tạ Từ (Thanh Sơn)                  | solo                                                                   | Motif Music Group & SBTN | 2017 |
| 9   | Đến Bên Nhau (Trúc Sinh, Lê Đức Long)       | Mai Thanh Sơn                                                          | Motif Music Group & SBTN | 2017 |
| 10  | Phượng Buồn (Lê Kim Khánh, Tuấn Hải)        | Quốc Khanh                                                             | Motif Music Group & SBTN | 2017 |
| 11  | Nỗi Buồn Hoa Phượng (Thanh Sơn)             | solo                                                                   | Motif Music Group & SBTN | 2017 |
| 12  | Tuổi Ngọc (Phạm Duy)                        | Thùy Hương, Hoàng Kim                                                  | Motif Music Group & SBTN | 2017 |
| 13  | Mùa Chia Tay (Duy Khánh)                    | Đức Tân                                                                | Motif Music Group & SBTN | 2017 |
| 14  | Bài 20                                      | Nguyên Khang, Mai Thanh Sơn, Hoàng Kim, Đoàn Phi, Thuỳ Hương, Nhật Lâm | Motif Music Group & SBTN | 2017 |

Đài SBTN
| STT | Tiết mục                                             | Chương trình                                                                    | Thể hiện với                              | Năm  |
| --- | ---------------------------------------------------- | ------------------------------------------------------------------------------- | ----------------------------------------- | ---- |
| 1   | Người Tình Mùa Đông (LV: Anh Bằng)                   | Ấm áp mùa Giáng Sinh                                                            | Quốc Khanh                                | 2017 |
| 2   | Hãy Yêu Nhau Đi (Trúc Sinh, Lê Đức Long)             | Ấm áp mùa Giáng Sinh                                                            | solo                                      | 2017 |
| 3   | LK Noel                                              | Ấm áp mùa Giáng Sinh                                                            | Đoàn Phi, Nguyên Khang, Sỹ Đan, Đăng Vinh | 2017 |
| 4   | Chuyện Giàn Thiên Lý 2 (thơ Yên Thao, nhạc Anh Bằng) | Những Đứa Con Vong Quốc                                                         | Huỳnh Phi Tiễn                            | 2017 |
| 5   | Con Đường Xưa Em Đi (Châu Kỳ, Hồ Đinh Phương)        | Những Đứa Con Vong Quốc                                                         | solo                                      | 2017 |
| 6   | Chuyện Một Đêm Hè (One Summer's Night)               | An Evening with Nguyên Khang - Đành Thôi Em Nhé                                 | Nguyên Khang                              | 2017 |
| 7   | Biển Tình (Lam Phương)                               | Em Là Mùa Xuân Đẹp Nhất (Xuân 2018)                                             | Quốc Khanh                                | 2018 |
| 8   | Nhớ Nhau Hoài (Anh Việt Thu & Thiên Hà)              | Em Là Mùa Xuân Đẹp Nhất (Xuân 2018)                                             | solo                                      | 2018 |
| 9   | Lá Bạc Đầu (thơ: Vân An, nhạc: Trúc Hồ)              | SBTN VOICE Finale (SBTN VOICE Đêm Chung kết)                                    | solo                                      | 2019 |
| 10  | Chuyến Đò Vĩ Tuyến (Lam Phương)                      | Những Người Lính Bị Bỏ Rơi                                                      | solo                                      | 2020 |
| 11  | Chiều Tây Đô (Lam Phương)                            | Nhạc Thính Phòng in Norway "Những Tình Khúc Sau 1975" (quay 2015 - ra mắt 2020) | solo                                      | 2020 |

## Album
| Album                            | Trung tâm sản xuất       | Năm  |
| -------------------------------- | ------------------------ | ---- |
| CD Thiên thần trong truyện tranh | Trung tâm Vân Sơn        | 2011 |
| CD Nếu muốn rời xa               | Trung tâm Vân Sơn        | 2012 |
| CD Tàu đêm năm cũ                | Trung tâm Asia           | 2014 |
| CD Hãy yêu nhau đi               | Motif Music Group & SBTN | 2016 |
| CD & DVD Một thuở học trò        | SBTN                     | 2017 |

## Chương trình truyền hình
| Show truyền hình            | Vai trò         | Đài  | Năm       |
| --------------------------- | --------------- | ---- | --------- |
| Tiếng hát SBTN (SBTN Voice) | Ca sĩ khách mời | SBTN | 2019      |
| Cong Thanh Show             | Ca sĩ           | SBTN | 2018      |
| Tiếng hát SBTN (SBTN Voice) | Huấn luyện viên | SBTN | 2018      |
| The Giáng Ngọc Show         | Ca sĩ khách mời | SBTN | 2014-2015 |
| Một thời âm nhạc            | Ca sĩ khách mời | SBTN | 2014      |
| LIFE+STYLE                  | Ca sĩ khách mời | SBTN | 2014      |